# Manuel Beltrán
Manuel Beltrán Martínez (Jaén, 28 maggio 1971) è un ex ciclista su strada e mountain biker spagnolo.

## Carriera
Passato professionista nel 1995 con la Mapei, nella sua carriera è stato molto apprezzato soprattutto per le doti da scalatore puro che lo caratterizzavano. Ha corso sempre in squadra con grandi campioni come Lance Armstrong, Michele Bartoli e Paolo Bettini.
Negli anni in cui è stato compagno di Lance Armstrong è stato una pedina fondamentale per la conquista di tre tour da parte del texano: grazie alle sue forti accelerazioni permetteva di scremare il gruppo dei migliori all'inizio delle salite.
È stato trovato positivo all'EPO durante un controllo antidoping effettuato il giorno prima della partenza del Tour de France 2008, ed arrestato dai gendarmi francesi al termine di una perquisizione nell'hotel della sua squadra, la Liquigas, effettuata al termine della settima tappa.
Il corridore, allontanato dal Tour e licenziato dalla propria squadra, subì una squalifica di due anni dalle competizioni francesi.
Il 6 febbraio 2009 l'UCI gli ha dato il nulla-osta per gareggiare in competizioni di mountain bike sul territorio spagnolo, permettendogli il tesseramento con la squadra Sport Bike.

## Palmarès
- 1994

Classifica generale Volta Ciclista Internacional a Lleida
- 1997

Clásica a los Puertos de Guadarrama
- 1999

7ª tappa Volta a Catalunya
Classifica finale Volta a Catalunya
- 2007

2ª tappa Giro dei Paesi Baschi

### Altri successi
- 2006

Classifica scalatori Vuelta a Castilla y León

## Piazzamenti

### Grandi Giri
- Giro d'Italia

1996: 28º
2001: ritirato (14ª tappa)
2002: 52º
2006: 22º
- Tour de France

1997: 14º
1998: ritirato (17ª tappa)
1999: ritirato (16ª tappa)
2000: 11º
2003: 14º
2004: 46º
2005: ritirato (12ª tappa)
2007: 18º
2008: squalificato
- Vuelta a España

1995: 41º
1998: 13º
1999: 7º
2000: ritirato (20ª tappa)
2001: 19º
2002: 9º
2003: 6º
2004: 13º
2005: ritirato (13ª tappa)
2006: 8º
2007: 9º

### Competizioni mondiali
- Campionato del mondo

Verona 1999 - In linea: 32º
Plouay 2000 - In linea: 30º
Lisbona 2001 - In linea: 53º
Hamilton 2003 - In linea: 46º